# Piotr Staczek
Piotr Lukasz Staczek (* 13. September 1978 in Stettin) ist ein ehemaliger deutscher Fußballspieler.

## Werdegang
Staczek begann seine Fußball-Vereinslaufbahn beim SC Union Oldesloe. Im Laufe seiner Jugend spielte er beim VfL Oldesloe, beim Hamburger SV und ab 1995 beim FC St. Pauli. Dort wurde er dann in die Amateurmannschaft aufgenommen. Seinen ersten Einsatz in der Profimannschaft St. Paulis erhielt der 1,81 Meter große Abwehrspieler Anfang März 1998, als er von Trainer Gerhard Kleppinger gegen FSV Zwickau in der 37. Spielminute für den verletzten Torsten Chmielewski eingewechselt wurde. Zur Saison 1999/2000 wurde er fest ins Profiaufgebot der Hamburger aufgenommen. Erstmals in einem Zweitligaspiel in der Anfangself stand er Ende März 2000 beim 1:0-Auswärtssieg gegen die Kickers Offenbach. „Eine Bereicherung, starke Partie“, urteilte das Hamburger Abendblatt anschließend über Staczeks Leistung. Insgesamt stand er für den FC St. Pauli in 17 Zweitliga-Begegnungen auf dem Platz, zum letzten Mal Mitte Dezember 2000. Nach einem Bandscheibenvorfall erhielt er nach der Saison 2000/01 vom FC St. Pauli keinen neuen Vertrag, er zog sich aus dem Profibereich zurück.
Zum Spieljahr 2001/02 wechselte Staczek, der 2001 ein Studium der Betriebswirtschaftslehre aufnahm, zum 1. SC Norderstedt in die Oberliga Hamburg/Schleswig-Holstein. Dort blieb er eine Saison. Zwischen November 2002 und Dezember 2004 verstärkte er den TSV Bargteheide (erst Bezirksoberliga, dann Verbandsliga). In der Saison 2005/06 und in der Saison 2006/07 war Staczek Spieler des SC Concordia Hamburg in der Verbandsliga. In der Saison 2007/08 lief Staczek erst für den SSV Pölitz in der Bezirksliga auf, im Januar 2008 ging er zum TSV Bargteheide (Verbandsliga) zurück. Im Spieljahr 2008/09 war er wieder Mitglied des SC Concordia (Oberliga). Später spielte er noch bis 2011 beim Kreisligisten SV Timmerhorn-Bünningstedt.
Staczek, der mit der australischen Dressurreiterin Kristy Oatley verheiratet ist und beruflich in der EDV-Branche tätig wurde, fand eine neue sportliche Betätigung im Kickboxen und kämpfte 2015 um die Deutsche Amateurmeisterschaft nach K-1-Regeln, verlor das Duell jedoch.